# Gòrgies (cirurgià)
Gòrgies (en llatí Gorgias, en grec antic Γοργίας) va ser un cirurgià grec d'Alexandria a Egipte, que Appuleu Cels menciona amb grans elogis. A jutjar pels comentaris que fa dels contemporanis de Gòrgies, hauria pogut viure al segle iii aC.